# Liste von Skulpturen, Reliefs und Medaillons an der Kunstakademie (Dresden)
Die Liste von Skulpturen, Reliefs und Medaillons an der Kunstakademie gibt einen Überblick über die gesamte Bauplastik (Skulpturen, Reliefs, Zwickelfiguren und Medaillons) an der Kunstakademie und am Kunstausstellungsgebäude (Lipsius-Bau) in der sächsischen Landeshauptstadt Dresden.
Beide Bauten wurden in den Jahren 1887 bis 1894 von Constantin Lipsius errichtet.
Bei der Festlegung des ikonographischen Programms wurde Lipsius von den Künstlern der Akademie und den Kunstwissenschaftlern der Kunstsammlungen unterstützt. Das Figurenprogramm bezieht sich auf die Hauptfunktionen des Gebäudes, die Hauptmotive sind den Epochen der Kunstgeschichte, den Kunstgattungen, dem künstlerischen Schaffen und den künstlerischen Wirkungsstätten gewidmet. Die figürliche Gestaltung des Gebäudes erfolgte durch 28 Künstler (Bildhauer). Die Beschreibung der künstlerischen Arbeiten folgt den Angaben von Rother.
| Bild | Art                             | Beschreibung | Künstler                                                                           | Lage                                                       |
| ---- | ------------------------------- | --- | ---------------------------------------------------------------------------------- | ---------------------------------------------------------- |
|      | Skulpturen und Gedenktafel      | Skulpturen der Bildenden Künste auf der Attika über dem Hauptportal | Ernst Julius Hähnel und Carl Röder                                                 | Elbseite, Mittelrisalit, im oberen Bereich                 |
|      | Skulpturen und Putten           | Architektur und Bildhauerei sowie zwei geflügelte Putten | Ernst Julius Hähnel und Reinhard Schnauder (Putten)                                | Elbseite, Mittelrisalit, im oberen Bereich (linke Gruppe)  |
|      | Kartusche                       | Sandsteinkartusche mit Krone und sächsischem Wappen |                                                                                    | Elbseite, Mittelrisalit, im oberen Bereich (Mitte)         |
|      | Skulpturen und Putten           | Malerei und Kupferstecherei sowie zwei geflügelte Putten | Carl Roeder und Reinhard Schnauder (Putten)                                        | Elbseite, Mittelrisalit, im oberen Bereich (rechte Gruppe) |
|      | Zwickelfiguren                  | Hauptportal der Kunstakademie Dresden mit den Zwickelfiguren Antike und Renaissance | Heinrich Epler                                                                     | Elbseite, Mittelrisalit, im oberen Bereich (rechte Gruppe) |
|      | Skulptur (Kupfer, vergoldet)    | Eros auf dem östlichen Eckrisalit | Robert Henze                                                                       | Elbseite, Eckrisalit, im oberen Bereich (rechte Gruppe)    |
|      | Schlussstein und Zwickelfiguren | Homerkopf mit Erde und Meer (Wasser) | Hans Hartmann-Mc Lean                                                              | Elbseite, östlicher Eckrisalit, im oberen Bereich          |
|      | Skulptur (Kupfer, vergoldet)    | Phantasos auf dem westlichen Eckrisalit | Robert Henze                                                                       | Elbseite, Eckrisalit, im oberen Bereich                    |
|      | Schlussstein und Zwickelfiguren | Dantekopf mit Himmel (Luft) und Hölle (Feuer) | Hans Hartmann-Mc Lean                                                              | Elbseite, westlicher Eckrisalit, im oberen Bereich         |
|      | Medaillon                       | Euripides | Robert Ockelmann                                                                   | östlicher Eckrisalit, im oberen Bereich (Ostseite)         |
|      | Medaillon                       | Sophokles | Robert Ockelmann                                                                   | östlicher Eckrisalit, im oberen Bereich (Ostseite)         |
|      | Medaillon                       | Aischylos | Robert Ockelmann                                                                   | östlicher Eckrisalit, im oberen Bereich (Westseite)        |
|      | Medaillon                       | Lessing | Robert Ockelmann                                                                   | westlicher Eckrisalit, im oberen Bereich (Ostseite)        |
|      | Medaillon                       | Goethe | Robert Ockelmann                                                                   | westlicher Eckrisalit, im oberen Bereich (Westseite)       |
|      | Medaillon                       | Schiller | Robert Ockelmann                                                                   | westlicher Eckrisalit, im oberen Bereich (Westseite)       |
|      | Medaillon                       | Bramante | W. Heinrich Weinhold                                                               | östlicher Anbau (Architektursaal)                          |
|      | Medaillon                       | Pöppelmann | W. Heinrich Weinhold                                                               | östlicher Anbau (Architektursaal)                          |
|      | Medaillon                       | Holbein | W. Heinrich Weinhold                                                               | westlicher Anbau (Malsaal)                                 |
|      | Medaillon                       | Rubens | W. Heinrich Weinhold                                                               | westlicher Anbau (Malsaal)                                 |
|      | Putten                          | Griechische Antike und Römische Antike (linke Gruppe) | Otto Panzer und August Herzig                                                      | auf dem östlichen Anbau (Architektursaal)                  |
|      | Putten                          | Mittelalter und Renaissance (rechte Gruppe) | Otto Panzer und August Herzig                                                      | auf dem östlichen Anbau (Architektursaal)                  |
|      | Putto                           | Aktmalerei | Friedrich Offermann                                                                | auf dem westlichen Anbau (Malsaal)                         |
|      | Putto                           | Porträtmalerei | Friedrich Offermann                                                                | auf dem westlichen Anbau (Malsaal)                         |
|      | Putto                           | Kostümbildner oder Kostümstudium | Hans Hartmann-Mc Lean                                                              | auf dem westlichen Anbau (Malsaal)                         |
|      | Putto                           | Tiermalerei | Hans Hartmann-Mc Lean                                                              | auf dem westlichen Anbau (Malsaal)                         |
|      | Putto                           | Landschaftsmalerei | Hans Hartmann-Mc Lean                                                              | auf dem westlichen Anbau (Malsaal)                         |
|      | Zwickelfiguren                  | Ehrgeiz (oder Eifer) und Zweifel | Gustav Broßmann                                                                    | an der Südfassade, oberhalb der Fenster                    |
|      | Skulpturen                      | Meister und Schüler | Oskar Rassau                                                                       | am Südgiebel, im oberen Bereich                            |
|      | Zwickelfiguren                  | Fleiß und Geduld (oder Ausdauer) | Otto Fritzsche                                                                     | an der Südfassade, oberhalb der Fenster                    |
|      | Skulpturengruppe                | Naturstudie | Modell von Ernst Paul (1856–1931), ausgeführt von Franz Joseph Schwarz (1841–1911) | im Innenhof, östlicher Sims                                |
|      | Skulpturengruppe                | Studie nach der Antike | Modell von Ernst Paul, ausgeführt von Franz Joseph Schwarz                         | im Innenhof, östlicher Sims                                |
|      | Skulpturengruppe                | Perspektive | Heinrich Möller                                                                    | im Innenhof, westlicher Sims                               |
|      | Skulpturengruppe                | Stafeleimalerei | Heinrich Möller                                                                    | im Innenhof, westlicher Sims                               |
|      |                                 | Wandbrunnen |                                                                                    | im Innenhof                                                |
|      |                                 | Kuppel des Ausstellungsgebäudes mit der Fama |                                                                                    |                                                            |
|      | Skulptur                        | Fama (mit Fanfare und Siegeskranz, den Ruhm verkündend), früher als Nike bezeichnet | Robert Henze                                                                       | auf der Kuppel des Ausstellungsgebäudes                    |
|      |                                 | Nordfassade des Kunstausstellungsgebäudes (Lipsiusbau) |                                                                                    | Elbseite                                                   |
|      | Skulpturengruppe                | Athene zwischen Prometheus und Psyche, darunter Apollon-Kopf (bzw. Genius der Kunst) über dem Portikus | Johannes Schilling                                                                 | Elbseite                                                   |
|      | Skulpturen                      | Kunststädte Berlin und München | Johannes Schilling                                                                 | Elbseite, linke Gruppe über dem Tympanon                   |
|      | Skulpturen                      | Kunststädte Düsseldorf und Wien | Johannes Schilling                                                                 | Elbseite, rechte Gruppe über dem Tympanon                  |
|      | Skulpturengruppe                | Saxonia empfängt die Huldigung der Künste | Johannes Schilling                                                                 | Elbseite, im Tympanon über dem Portikus                    |
|      | Skulpturengruppe                | Nixe und Triton mit einem Brunnen (Gartenbaukunst), rechts Nymphe auf einem Hippocampus (Architektur) | Johannes Schilling                                                                 | Elbseite, linke Gruppe im Tympanon über dem Portikus       |
|      | Skulpturengruppe                | Saxonia (umgeben von Elbe und Dresdensia) als Beschützerin der Künste Von links nach rechts: Nymphe mit Grundriß der Akademie auf einem Hippocampus (Architektur), Muse und Jüngling übergibt zwei Plastiken (Bildhauerei), Elbe mit Wasserkrug und Dresdensia mit Stadtwappen, Muse, einem von Greifen gezogenen Wagen entsteigend, übergibt ein Gemälde (Malerei) | Johannes Schilling                                                                 | Elbseite, mittlere Gruppe im Tympanon über dem Portikus    |
|      | Skulpturengruppe                | Greif, Frau mit Mappe (Graphik-Kupferstich), rechts zwei Figuren mit Glasfensters (Kunstgewerbe) | Johannes Schilling                                                                 | Elbseite, rechte Gruppe im Tympanon über dem Portikus      |
|      | Relief                          | Johann Joachim Winckelmann | Martin Engelke                                                                     | Elbseite, links vom Eingangsportal                         |
|      | Skulptur                        | Peter von Cornelius | Hermann Hultzsch                                                                   | Elbseite, links vom Eingangsportal                         |
|      |                                 | Bekrönung über dem Portal, oben |                                                                                    | Elbseite, Eingangsportal, oben                             |
|      | Relief                          | Karl Friedrich Schinkel | Martin Engelke                                                                     | Elbseite, rechts vom Eingangsportal                        |
|      | Skulptur                        | Christian Daniel Rauch | Gustav Kietz                                                                       | Elbseite, rechts vom Eingangsportal                        |
|      | Relief                          | Sphinx | Richard König                                                                      | Südost-Seite (Rundbau), links                              |
|      | Zwickelfiguren                  | Zwei Victorien (Victoria und Nike) | Richard König                                                                      | Südost-Seite (Rundbau), Mitte                              |
|      | Relief                          | Pegasus | Richard König                                                                      | Südost-Seite (Rundbau), rechts                             |
|      | Zwickelfiguren                  | Beobachtung und Vertiefung | Heinrich Bäumer                                                                    | Ost-Fassade, links                                         |
|      | Relief                          | Die drei Parzen Klotho, Lachesis und Atropos (Schicksalsgöttinnen) | Martin Engelke                                                                     | Ost-Fassade, links                                         |
|      | Skulptur                        | Geschichte (Muse Klio) | Martin Engelke                                                                     | Ost-Fassade, links                                         |
|      | Relief                          | Die drei Tugenden: Glaube (Fides), Liebe (Caritas) und Hoffnung (Spes) | Martin Engelke                                                                     | Ost-Fassade, Mitte                                         |
|      | Skulptur                        | Religion | Martin Engelke                                                                     | Ost-Fassade, Mitte                                         |
|      | Relief                          | Die drei Grazien: Aglaia (Anmut), Euphrosyne (Frohsinn) und Thalia (Liebreiz) | Martin Engelke                                                                     | Ost-Fassade, rechts                                        |
|      | Skulptur                        | Poesie (Muse Erato mit Lyra) | Martin Engelke                                                                     | Ost-Fassade, rechts                                        |
|      | Zwickelfiguren                  | Tatkraft und Begeisterung | Heinrich Bäumer                                                                    | Ost-Fassade, rechts                                        |
|      | Skulptur                        | Skulptur mit Dresdner Wappen |                                                                                    | Ost-Fassade, links unten                                   |
|      | Skulptur                        | Skulptur mit sächsischem Wappen |                                                                                    | Ost-Fassade, rechts unten                                  |